# Mike Rodriguez
Mike Rodriguez (Dorchester, 28 de novembro de 1988) é um lutador americano de artes marciais mistas, atualmente competindo no peso meio-pesado do Ultimate Fighting Championship.

## Carreira no MMA

### Dana White's Contender Series
Rodriguez competiu no Dana White's Contender enfrentando Jamelle Jones em 8 de agosto de 2017. Ele venceu ao nocautear o adversário com uma joelhada voadora e ganhou um contrato com o UFC.

### Ultimate Fighting Championship
Rodriguez fez sua estreia no UFC em 7 de abril de 2018 no UFC 223: Khabib vs. Iaquinta contra Devin Clark. Ele perdeu por decisão unânime.
Sua segunda luta veio em 15 de dezembro de 2018 no UFC on Fox: Lee vs. Iaquinta II contra Adam Milstead. Ele venceu por nocaute técnico no primeiro round.
Rodriguez enfrentou John Allan Arte em 13 de julho de 2019 no UFC Fight Night: de Randamie vs. Ladd. Ele originalmente perdeu por decisão unânime; entretanto, Allan testou positivo para Tamoxifeno e recebeu 1 ano de suspensão pela USADA e foi multado em $4.800 dólares pela California State Athletic Commission. A luta foi mudada para um No Contest (Sem Resultado)”.
Rodriguez enfrentou Da Un Jung em 21 de dezembro de 2019 no UFC Fight Night: Edgar vs. The Korean Zombie. Ele perdeu por nocaute no primeiro round.
Rodriguez é esperado para enfrentar Marcin Prachnio em 22 de agosto de 2020 no UFC on ESPN: Munhoz vs. Edgar.

## Cartel no MMA
| Cartel no MMA   |             |            |
| 18 lutas        | 11 vitórias | 6 derrotas |
| Por nocaute     | 9           | 1          |
| Por finalização | 2           | 3          |
| Por decisão     | 0           | 2          |
| No contest      | 1           | 1          |

| Res.    | Cartel   | Oponente        | Método                                      | Evento                                       | Data       | Round | Tempo | Local                   | Notas                                                                                                |
| ------- | -------- | --------------- | ------------------------------------------- | -------------------------------------------- | ---------- | ----- | ----- | ----------------------- | --- |
| Derrota | 11-6 (1) | Danilo Marques  | Finalização (mata-leão)                     | UFC Fight Night: Overeem vs. Volkov          | 06/02/2021 | 2     | 4:52  | Las Vegas, Nevada       | |
| Derrota | 11-5 (1) | Ed Herman       | Finalização (kimura)                        | UFC Fight Night: Waterson vs. Hill           | 12/09/2020 | 3     | 4:01  | Las Vegas, Nevada       | |
| Vitória | 11-4 (1) | Marcin Prachnio | Nocaute técnico (socos)                     | UFC on ESPN: Munhoz vs. Edgar                | 22/08/2020 | 1     | 2:17  | Las Vegas, Nevada       | |
| Derrota | 10–4 (1) | Da Un Jung      | Nocaute (socos)                             | UFC Fight Night: Edgar vs. The Korean Zombie | 21/12/2019 | 1     | 1:04  | Busan                   | |
| NC      | 10–3 (1) | John Allan      | Sem Resultado (mudado)                      | UFC Fight Night: de Randamie vs. Ladd        | 13/07/2019 | 3     | 5:00  | Sacramento, California  | Originalmente vitória por decisão unânime de Allan; Mudado após ele testar positivo para Tamoxifeno. |
| Vitória | 10–3     | Adam Milstead   | Nocaute técnico (joelhada no corpo e socos) | UFC on Fox: Lee vs. Iaquinta II              | 15/12/2018 | 2     | 2:59  | Milwaukee, Wisconsin    | |
| Derrota | 9–3      | Devin Clark     | Decisão (unânime)                           | UFC 223: Khabib vs. Iaquinta                 | 07/04/2018 | 3     | 5:00  | Brooklyn, New York      | |
| Vitória | 9–2      | Jamelle Jones   | Nocaute (joelhada voadora)                  | Dana White's Contender Series 5              | 08/08/2017 | 1     | 2:15  | Las Vegas, Nevada       | |
| Vitória | 8–2      | Alec Hooben     | Nocaute técnico (socos e cotoveladas)       | CES MMA 44                                   | 12/05/2017 | 1     | 4:46  | Lincoln, Rhode Island   | |
| Vitória | 7–2      | James Dysard    | Nocaute técnico (socos)                     | CES MMA 43                                   | 15/04/2017 | 1     | 0:39  | Beverly, Massachusetts  | |
| Vitória | 6–2      | Hector Sanchez  | Nocaute (socos)                             | CES MMA 41                                   | 27/01/2017 | 1     | 0:07  | Lincoln, Rhode Island   | |
| Derrota | 5–2      | Kevin Haley     | Finalização (chave de calcanhar)            | CES MMA 39                                   | 04/11/2016 | 1     | 1:08  | Plymouth, Massachusetts | Estreia nos Meio-Pesados.                                                                            |
| Vitória | 5–1      | John Poppie     | Finalização (triângulo)                     | CES MMA 38                                   | 23/09/2016 | 2     | 1:32  | Lincoln, Rhode Island   | |
| Vitória | 4–1      | Stephond Ewins  | Nocaute (joelhada voadora)                  | CES MMA 37                                   | 12/08/2916 | 1     | 3:38  | Lincoln, Rhode Island   | |
| Vitória | 3–1      | Buck Pineau     | Finalização (mata-leão)                     | CES MMA 35                                   | 16/04/2016 | 2     | 4:03  | Beverly, Massachusetts  | |
| Derrota | 2–1      | Pat McCrohan    | Decisão (unânime)                           | CES MMA 32                                   | 08/01/2016 | 3     | 5:00  | Lincoln, Rhode Island   | |
| Vitória | 2–0      | Stephen Stengel | Nocaute técnico (socos)                     | Cage Titans 21                               | 01/11/2014 | 1     | 1:22  | Plymouth, Massachusetts | |
| Vitória | 1–0      | Ralph Johnson   | Nocaute técnico (desistência)               | Cage Titans 18                               | 05/05/2014 | 1     | 3:50  | Plymouth, Massachusetts | Estreia nos Médios.                                                                                  |